# Henrietta Leaver
Henrietta Leaver, née le 26 mars 1916 à Monongahela en Pennsylvanie aux États-Unis, est, à l'âge de 19 ans, Miss America 1935.

## Jeunesse
Henrietta Leaver est la fille de George et Celia Applegate. Elle n'a jamais connu son père, que sa mère quitte alors qu'elle est âgée d'un an. Sa mère épouse George Leaver, qui adopte Henrietta.

## Vie publique
Après une interruption d'un an dans la compétition Miss America, et seulement le deuxième concours depuis 1927, Henrietta Leaver, de McKeesport en Pennsylvanie, près de Pittsburgh, est annoncée, parmi les 55 participantes, pour le titre de Miss America 1935.
Henrietta a abandonné l'école secondaire, à l'âge de 16 ans, pour aider financièrement sa famille monoparentale lors de la Grande Dépression, en travaillant aux Five and Ten à McKeesport. Elle perd cet emploi plusieurs mois avant de participer à son concours local et ne s'attendait pas à devenir une vedette de cinéma ou à trouver un mari riche en raison de sa participation prévue au concours de Miss America à Atlantic City. Elle voulait simplement avoir un emploi stable. Peu de temps après avoir été couronnée Miss Amrerica, on annonce qu'elle s'était vue proposer deux castings.

### Source de la traduction
- (en) Cet article est partiellement ou en totalité issu de l’article de Wikipédia en anglais intitulé « Henrietta Leaver » (voir la liste des auteurs).